# Eschweilera atropetiolata
Eschweilera atropetiolata är en tvåhjärtbladig växtart som beskrevs av Scott A. Mori. Eschweilera atropetiolata ingår i släktet Eschweilera och familjen Lecythidaceae. Inga underarter finns listade i Catalogue of Life.